# Changes (chanson de Black Sabbath)
Pour les articles homonymes, voir Changes.
Changes est une chanson du groupe de heavy metal britannique Black Sabbath figurant sur l'album Vol. 4 sorti en 1972.
Ozzy Osbourne, le chanteur du groupe, réenregistre une première fois la chanson en 1993 sur un cd single extrait de son album Live and Loud, puis une seconde fois en 2003 en duo avec sa fille Kelly Osbourne. Cette version se classe no 1 des ventes au Royaume-Uni où elle est certifiée disque d'or,.
Changes a également été repris par Fudge Tunnel, Hi-Standard, Overkill, Curtis Harvey Trio, Raven Black Night ou encore Charles Bradley. 

## Liste des titres

### Version maxi
1. Changes 4:56
2. No More Tears (live) 7:15
3. Desire (live) 5:22

### Version single
1. Changes 4:56
2. No More Tears (live) 7:15

### Version Promo
1. Changes 4:56
2. Changes (live) 5:10
3. No More Tears (live) 7:15
4. Desire (live) 5:22

### Version Ozzy et Kelly
1. Changes
2. Changes (Felix Da Housecat Remix)
3. Dig Me Out (Live)